# Pradinas
Pradinas é uma comuna francesa na região administrativa de Occitânia, no departamento de Aveyron. Estende-se por uma área de 22,68 km². Em 2010 a comuna tinha 364 habitantes (densidade: 16 hab./km²).